# Sanfins de Ferreira

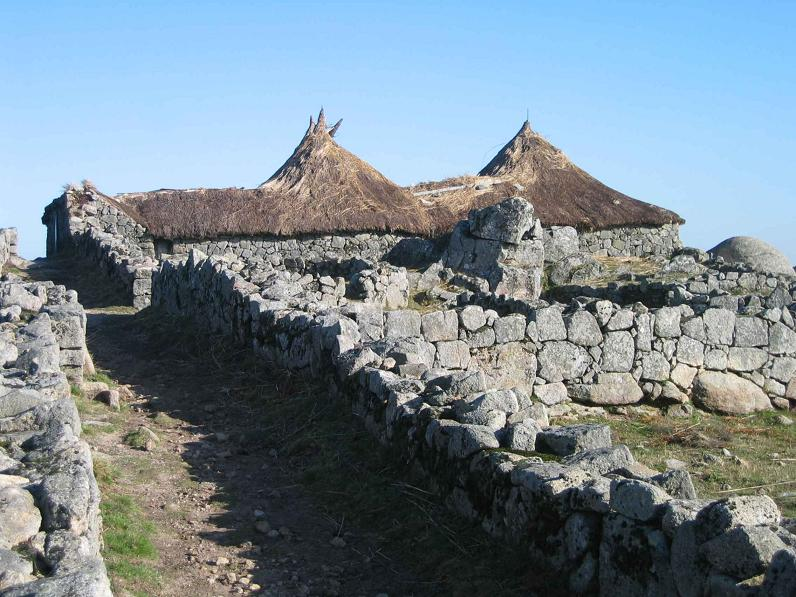
Citânia de Sanfins, ex-líbris do Município de Paços de Ferreira

Sanfins de Ferreira, também conhecida simplesmente como São Pedro Fins de Ferreira ou apenas Sanfins, é uma povoação portuguesa do Município de Paços de Ferreira que foi sede da extinta Freguesia de Sanfins de Ferreira, freguesia que tinha 6,53 km² de área e 3 139 habitantes (2011), e, por isso, uma densidade populacional de 480,7 hab/km².
A Freguesia de Sanfins de Ferreira foi extinta em 2013, no âmbito de uma reforma administrativa nacional, tendo sido agregada às Freguesias de Lamoso e de Codessos para formar uma nova freguesia denominada Sanfins Lamoso Codessos.
No território da Freguesia de Sanfins de Ferreira situava-se um povoado castrejo a Citânia de Sanfins, o Mosteiro e couto e Comenda da Ordem de Cristo de S. Fins de Ferreira, a Casa de Vila Cova, a Casa da Igreja e Solar dos Brandões, onde hoje se encontra instalado o Museu Arqueológico da Citânia de Sanfins

## História

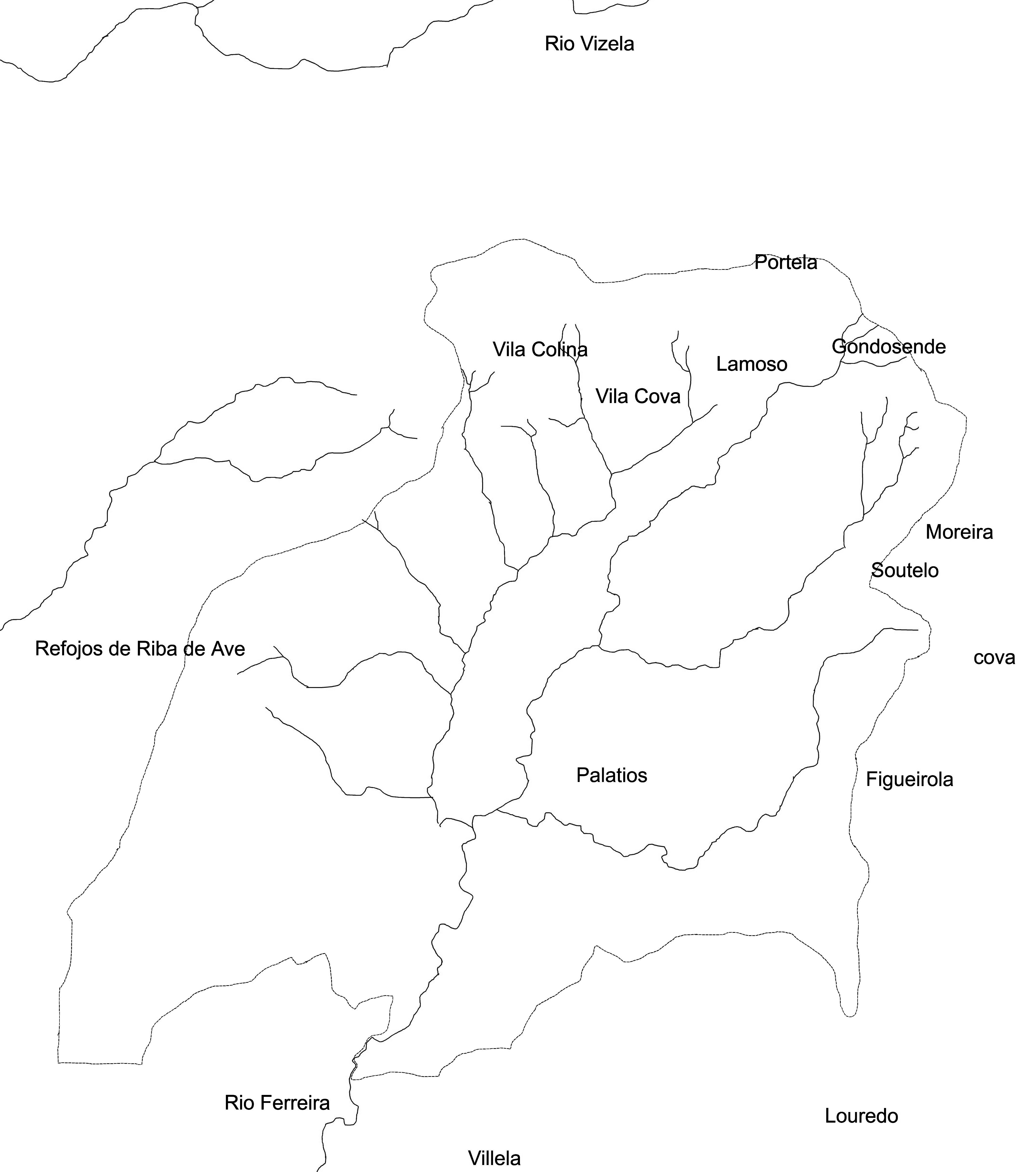
Territórios de Ferreira e as posses de Mumadona Dias (século X)

A história de Sanfins de Ferreira brota dos seus castros, das suas moedas e aras romanas, das suas sepulturas suévicas, dos seus topónimos e das suas lendas mouras, dos seus registos desde o século X no Livro de Mumadona Dias, , das suas Vila Colina e Vila Cova, do seu  Couto e do seu Mosteiro', dos conflitos entre as Dioceses (Braga e Porto), das suas referências na 1ª inquirição régia (1220), dos seus fidalgos e cavaleiros, da sua Igreja (S. Félix), no Termo de Ferreira e Terra de Ferreira', da sua Honra de Nuno Álvares Pereira da sua Comenda (Ordem de Cristo), do seu 1º comendatário (D. Miguel da Silva, Cardeal da Santa Sé), dos seus afrescos renascentistas, do seu Tombo no Foral da Honra de Sobrosa, do Tombo da sua Igreja e Comenda, das suas casas e dos seus solares brasonados, das Revoluções Liberais.
Sam Fins ou Sam Félix é orago de igreja no antigo Termo de Ferreira. O culto a Sam Félix de Girona (festa a 1 de agosto) é anterior à entrada dos mouros na Península Ibérica e desse tempo Suévico/Visigótico (século VII) há registos da existência de sepulturas escavadas na rocha, nas imediações da antiga Igreja de Sanfins de Ferreira.
Ainda antes da fundação de Portugal, nos tempos dos condes (datado de 976) temos a certeza da existência de frades da Ordem de S. Paulo e as referências documentais do” Mosteiro de Santa Maria de Cacães” (território que se situa nos fins de Eiriz, junto à Trindade – S. Salvador de Meixomil), onde fala do bispo São Cibrão. S. Cibrão é ainda hoje topónimo de Sanfins de Ferreira e de sua capela restam ruínas. Situado na encosta do Castro, entre Sanfins de Ferreira, Portela (Codessos) e São Mamede de Negrelos, S. Cibrão foi marcante na vida destas terras: foi doado por Mumadona (séc. X), aparece como sendo Reguengo (Inquirições de 1258), pertence à Terra de Ferreira e  (Foral, 1514) e integra a Comenda de S. Pedro Fins de Ferreira e de sua anexa Santa Maria de Lamoso Sanfins de Ferreira, que em 1777 pertencia Francisco de Abreu Pereira Cirne Peixoto, fidalgo da Casa Real.
Da Idade Média temos também o cemitério capela de S. Romão, lá no alto da colina (Citânia), assim como a existência de pratos e bilhas, encontrados recentemente, na bouça da Freiria. Destes tempos e desta Freiria temos o registo documental da existência do Mosteiro de renda  “Francisquo Saam Fyns de Ferreira”.
Ainda antes da Nacionalidade, este território (“Vila Colina” e “Vila Cova”), é várias vezes referido no Livro a Mumadona (ano de 1059), é afirmado como sendo “em Ferreira”, e que Ferreira é o nome dado a toda esta Chã onde brota o rio Ferreira.
No período da reconquista, foi restaurada a Diocese de Braga (1070) e Ferreira ficou a pertencer-lhe. Há registos que afirmam que, no ano de 1111, o cavaleiro Soeiro Viegas é senhor do “Couto de Fins de Ferreira” e que aqui fundou um mosteiro. O título nobiliárquico de “senhor do Couto de Fins de Ferreira” consta  no século XII  e pertencia a Rui Peres Ferreira.
Em 1113, quatro décadas depois do restauro da Diocese de Braga, é restaurada a Diocese do Porto  e desde logo começou a luta pelos domínios desta Chã Ferreira e pelo seu Couto.  Este território e Couto foi então dividido. A Diocese do Porto fica com os domínios que integravam o Termo de Aguiar e o seu “novo” Mosteiro de S. Pedro de Ferreira. Arquidiocese de Braga acaba por assegurar os domínios correspondentes ao Termo de Ferreira e à sua antiga Igreja de S. Fins de Ferreira.
O que ficou a dividir as dioceses (Braga e Porto) foi a bacia hidrográfica do rio que hoje é conhecido como “Rio Carvalhosa” mas que nas Inquirições é referenciado como o "Rio de Ferreira" e que tem a sua nascente mais distante da foz nas Terra de Ferreira, situada já em Santiago de Lustosa.
O nome da Igreja de Sanfins de Ferreira aparece já nas Inquirições Régias (1220) como pertencendo à Braga. Por este documento régio, ficamos a saber que esta terra é no “Termo de Ferreira” e que o seu orago é S. Félix (“Sancto Felici”), Igreja bastante rica, possuindo “sesnarias”, “casais (viiij)”, “um campo” em Cacães e “meia ermida”.
O Termo de Ferreira tinha por centro a Honra da Quintã de Ferreira. O Termo de Ferreira era uma divisão administrativa, similar aos atuais concelhos, e abrangia o território que, até 1882, pertenceu à Arquidiocese de Braga e que corresponde a: Santa Cruz (Cacães); S. João de Eiriz; S. Fins; S. Tiago de Carvalhosa; S. João de Portela (Codessos);  S. Tiago de Lustosa e S. João de Souselas . Note-se que a antiga igreja de S. Pedro da Raimonda (Godosende) integrava S. Tiago de Lustosa e que Santa Maria de Lamoso integrava S. Fins de Ferreira, como se pode verificar nas Inquirições de 1258, sendo que  "quintã velha" de Ferreira, "era de fidalgos e pertencera ao conde D. Mendo de Souza"
A Cruz Templária encontrava-se (até 1979) em Sanfins de Ferreira e consta no seu brasão mas Sobre a presença ou posses da Ordem do Templo ou de Cavaleiros Templários, tal como nas outras freguesias que constituem o concelho de Paços de Ferreira, não há qualquer registo. .
O nome desta terra é tão importante que acabaria por ser adoptado pelos senhores que a possuíam e os Ferreira foram distintos cavaleiros. Os Ferreira foram senhores da “Igreja de S. Fins de Ferreira”, da “Honra de Ferreira”, da “Terra de Ferreira”, e guardam o seu brasão cravado – ainda hoje – na Casa do Paço (em Ferreira, na atual paróquia de S. João de Eiriz) e na Solar dos Brandões (em Igreja, na atual paróquia de S. Pedro e Sanfins de Ferreira).
Em 1258 (Inquirições Régias) Sanfins de Ferreira mantém as suas possessões e afirma-se que Santa Maria de Lamoso era anexa à Igreja de Sanfins de Ferreira.
Nos tempos da fundação da Dinastia de Avis, (séc. XIV), S. Fins de Ferreira continuou a ser distinta e foi Honra do Condestável D. Nuno Álvares Pereira, tendo passado para o seu sobrinho, o cavaleiro D. João Rodrigues Pereira. Ainda hoje, junto ao lugar da Torre, há o lugar e Casa da Pereira e a secular Calçada da Pereira, que leva à Citânia.
O rei D. Manuel confirma a importância estratégica de Sanfins de Ferreira e, nos inícios dos anos 1500, transforma esta Igreja e  Mosteiro em “Igreja e Comenda de Samfynz de Ferreira”, da Ordem de Cristo, cujo primeiro comendatário foi o humanista D. Miguel da Silva (Bispo de Viseu, Escrivão da Puridade de D. João III e Cardeal da Santa Sé).

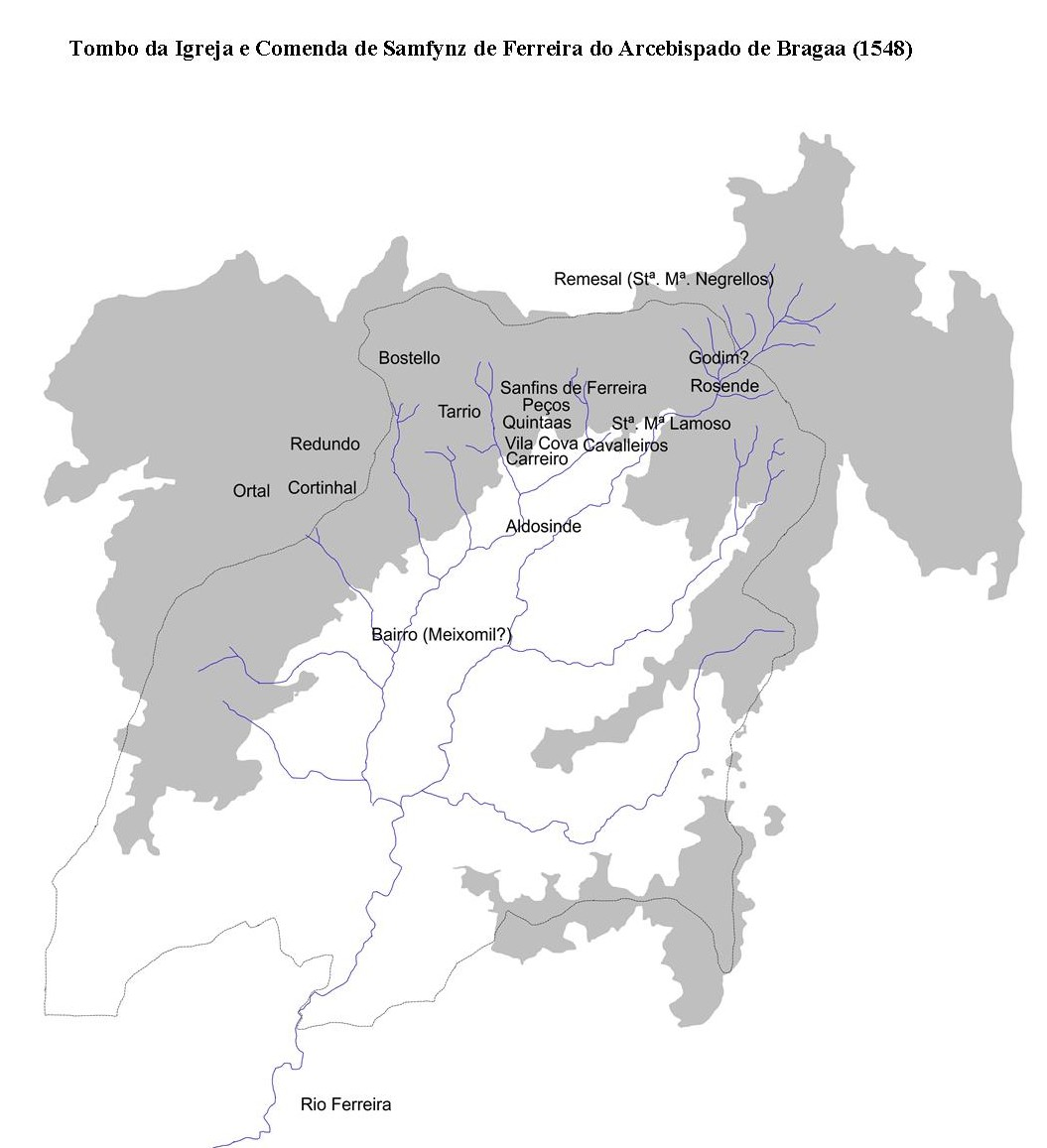
Casais, quebradas e herdade da Igreja e Comenda da Ordem de Cristo de Sanfins de Ferreira

Os Forais, por ordem do mesmo rei D. Manuel I, confirmam a importância, a autonomia e a extensão de Sam Fins de Ferreira. O Foral da “Terra de Ferreira” (1514), dos territórios de Sanfins de Ferreira, refere apenas uma renda de S. Cibrão. O Foral da “Honra de Sobrosa” (1519), integra no “T. da Freguesia de Sam Fins de Ferreira” um conjunto de terras que se alonga pelo vale: dois casais da Lavandeira, um casal da Fervença; dois casais de Bairros; dois casais de Cavaleiros; Pardelhas; casal e paredes de S. João da Portela; um casal de Várzea.
De 1512 chega também o registo do Mosteiro medieval de renda “Francisquo Saam Fyns de Ferreira”. Deste Mosteiro pouco se sabe. Será de admitir a hipótese do Mosteiro, inicialmente existente na encosta da Freiria (onde foram encontrados pratos e bilhas em barro e cujo espaço religioso medieval é já referido no ano de 976, no testamento de Trastina), ter sido integrado na paróquia e, por isso, transferido para o terreno junto da Igreja, onde (depois de 1836) viria a ser colocado o cemitério paroquial. Deste cemitério ainda nos resta a sepultura de Francisco Ferreira Coelho, bacharel em medicina, 2º marido de Maria da Conceição de Brandão Barbosa e Silva, do Solar dos Brandões.
É ainda no decorrer dos meados deste século XVI que esta Igreja (de “São Pedro Fijz de terra de Ferreira”) foi objeto de grandes obras, tendo-se realizados notáveis afrescos, dos quais ainda restam alguns fragmentos (S. Brás), no “arco triunfal do lado da Epístola e do lado do Evangelho”.
Em 1569, no Livro das Visitações, o arcebispado diz ao comendador que “mande consertar o forro da capela, mais uma caixa para os paramentos”, e fala-se então da Igreja, da Casa da Igreja e da Capela, que será da Nossa Senhora da Guia.
O ano de1617 é de uma importância vital para o processo de identificação do orago desta freguesia. Neste ano, o visitador dá ordem para se colocar “uma imagem de vulto de S. Pedro no nicho do Altar-mor, feita por mão de bom oficial”. É esta a origem, por ordem do Arcebispo e não pela religiosidade do povo, da imagem de São Pedro ad Vincula, pintado no painel que identifica o orago da Paróquia e que se encontra no auditório do Centro Social e Paroquial de Sanfins de Ferreira.
Esta Igreja e “Comenda de S. Pedro de Fins de Ferreira”, pertenceu sempre a grandes senhores da Igreja e fidalgos do Reino. O 1º foi o Cardeal da Santa Sé e o último foi o Conde de Almada.
Na Torre do Tombo, há ainda uma carta enviada pelo do Pároco António Marcelino Martins Machado à Rainha D. Maria, datada de 27/05/1850, sobre assuntos da “Igreja de S. Pedro Fins de Ferreira.” Este período da História de Portugal foi muito tumultuoso: época de revoluções, de guerra civil, de reformas administrativas, de extinção das ordens religiosas e das Comenda. Os estragos por esta terra foram de tal modo que a “Igreja de S. Pedro Fins de Ferreira”, como se vê na padieira da porta central, teve que ser reedificada em 1865.
Em 1882, a Diocese do Porto (700 anos depois da sua restauração) recupera os seus antigos limites (até ao Rio Ave) e a Paróquia de S. Pedro Fins de Ferreira deixa de pertencer à Arquidiocese de Braga para integrar a Diocese do Porto.

## População
| População da freguesia de Sanfins de Ferreira | População da freguesia de Sanfins de Ferreira | População da freguesia de Sanfins de Ferreira | População da freguesia de Sanfins de Ferreira | População da freguesia de Sanfins de Ferreira | População da freguesia de Sanfins de Ferreira | População da freguesia de Sanfins de Ferreira | População da freguesia de Sanfins de Ferreira | População da freguesia de Sanfins de Ferreira | População da freguesia de Sanfins de Ferreira | População da freguesia de Sanfins de Ferreira | População da freguesia de Sanfins de Ferreira | População da freguesia de Sanfins de Ferreira | População da freguesia de Sanfins de Ferreira | População da freguesia de Sanfins de Ferreira |
| --------------------------------------------- | --------------------------------------------- | --------------------------------------------- | --------------------------------------------- | --------------------------------------------- | --------------------------------------------- | --------------------------------------------- | --------------------------------------------- | --------------------------------------------- | --------------------------------------------- | --------------------------------------------- | --------------------------------------------- | --------------------------------------------- | --------------------------------------------- | --------------------------------------------- |
| 1864                                          | 1878                                          | 1890                                          | 1900                                          | 1911                                          | 1920                                          | 1930                                          | 1940                                          | 1950                                          | 1960                                          | 1970                                          | 1981                                          | 1991                                          | 2001                                          | 2011                                          |
| 572                                           | 519                                           | 539                                           | 551                                           | 574                                           | 620                                           | 706                                           | 861                                           | 1 123                                         | 1 389                                         | 1 779                                         | 2 257                                         | 2 629                                         | 3 005                                         | 3 139                                         |

| Distribuição da População por Grupos Etários | Distribuição da População por Grupos Etários | Distribuição da População por Grupos Etários | Distribuição da População por Grupos Etários | Distribuição da População por Grupos Etários | Distribuição da População por Grupos Etários | Distribuição da População por Grupos Etários | Distribuição da População por Grupos Etários | Distribuição da População por Grupos Etários | Distribuição da População por Grupos Etários |
| -------------------------------------------- | -------------------------------------------- | -------------------------------------------- | -------------------------------------------- | -------------------------------------------- | -------------------------------------------- | -------------------------------------------- | -------------------------------------------- | -------------------------------------------- | -------------------------------------------- |
| Ano                                          | 0-14 Anos                                    | 15-24 Anos                                   | 25-64 Anos                                   | > 65 Anos                                    |                                              | 0-14 Anos                                    | 15-24 Anos                                   | 25-64 Anos                                   | > 65 Anos                                    |
| 2001                                         | 700                                          | 510                                          | 1 566                                        | 229                                          |                                              | 23,3%                                        | 17,0%                                        | 52,1%                                        | 7,6%                                         |
| 2011                                         | 639                                          | 438                                          | 1 763                                        | 299                                          |                                              | 20,4%                                        | 14,0%                                        | 56,2%                                        | 9,5%                                         |

Média do País no censo de 2001:  0/14 Anos-16,0%; 15/24 Anos-14,3%; 25/64 Anos-53,4%; 65 e mais Anos-16,4%
Média do País no censo de 2011:   0/14 Anos-14,9%; 15/24 Anos-10,9%; 25/64 Anos-55,2%; 65 e mais Anos-19,0%

## Associações
- Rancho Folclórico da Citânia de Sanfins

Fundação: 1980 
Deslocações: Portugal, Espanha, França e Alemanha 
- Grupo Cultural e Desportivo Leões da Citânia

Fundação: 1980
Divisão: 1ª Distrital (Porto)
- Grupo de Bombos Amigos da Borga

Fundação:1999
Deslocações: Portugal
- Clube de Caça e Pesca da Citânia de Sanfins
- APDS: Associação para o Desenvolvimento de Sanfins

Fundação: 1998
- Associação Folclórica Independente de Sanfins de Ferreira

Fundação: 1982
Deslocações: Portugal 

## Património
- Citânia de Sanfins
- Penedo das Ninfas (inscrição gravada em penedo na Bouça de Fervenças)
- Solar dos Brandões
- Cruzeiro dos Templários